# Battigny
 Battigny  es una población y comuna francesa, en la región de Lorena, departamento de Meurthe y Mosela, dentro del distrito de Toul y cantón de Colombey-les-Belles.

## Demografía
| 112 | 97 | 94 | 104 | 94 | 91 |
| Para los censos de 1962 a 1999 la población legal corresponde a la población sin duplicidades (Fuente: INSEE [Consultar]) |    |    |     |    |    |